# Jacques Lucas
Pour les articles homonymes, voir Lucas.
Jacques Lucas, né le 12 juin 1937, est professeur émérite à l'université de Rennes 1. Chimiste des solides, Jacques Lucas s'est spécialisé dans la découverte de nouveaux verres, a contribué à leur analyse, à la connaissance de leurs propriétés optiques ainsi qu'à leur utilisation dans divers domaines (télécommunications, vision nocturne et analyse in situ en chimie et médecine). Il est membre de l'Académie des sciences.

## Biographie
Jacques Lucas, docteur ès sciences (1964), est nommé professeur à l'université de Rennes en 1968. Il est professeur émérite à l’université de Rennes où il a créé et dirigé le laboratoire Verres et Céramiques. Il a effectué toute sa carrière dans cette université ponctuée de nombreux séjours à l’étranger en tant que professeur invité comme à Tucson, Kyoto, Shanghai. Il a dirigé plus d’une centaine de doctorants et a publié plus de quatre cents articles dans le domaine de la chimie des solides et surtout des verres transmettant dans l’infrarouge.

## Travaux scientifiques
Après un début de carrière consacré à la chimie de certains  types de solides appartenant à la famille des pyrochlores et de matériaux fluorés il s’engage dans l’étude d'une famille inédite de verres, les verres de fluorures,,. Ces composés, à base de fluorure de zirconium, inconnus jusque-là, attire l’attention du monde des télécommunications optiques en raison de leur potentialité d’ultra transparence,. Élaborés sous forme de fibres, leur large fenêtre optique 0,4 à 7 micromètres (µm) laisse espérer une zone de très faibles pertes optiques estimée à 0,02 dB/km. Ces verres contiennent comme éléments constitutifs des terres rares. Des fibres dopées ont ainsi été développées pour la réalisation de fibre laser ou d’amplificateur optique. Il s’engage ensuite dans la recherche d’autres verres contenant des atomes beaucoup plus lourds à base de tellure. Il découvre en collaboration avec Zhang, les verres TeX (X= Cl, Br, I). Ces verres transmettent la lumière jusqu’à 20 µm,. Il récidive avec la mise au point de verres sans halogène dans le système Te/Ge/Ga,. Le développement des verres en particulier leur mise en forme sous forme de lentilles par un procédé de moulage inédit a conduit à la création au sein du laboratoire d’une société appelée Vertex qui est devenue Umicore IRGlass. Elle est localisée près du campus. Des fibres optiques à base de verres de tellure ont été fabriquées et ont permis la réalisation de capteurs optiques infra-rouge (IR) basés sur l’absorption de l’onde évanescente. De nombreuses molécules et biomolécules ont ainsi été analysées in situ donnant lieu à la création  d’une société Diafir créée pour établir le diagnostic de liquide biologique par infra-rouge. Des fibres micro-structurées sont également développées au sein du laboratoire et donné lieu à la création de la société SelenOptics.

## Honneurs et distinctions
Il est récipiendaire de nombreuses distinctions françaises et étrangères :
- Médaille de bronze du CNRS (1964).
- Médaille d'argent de la Société des hautes températures et réfractaires (1978).
- Médaille d'or de la Société d'encouragement de l'industrie nationale (1980).
- Prix de la fondation Schützenberger de l'Académie des sciences (1979).
- Médaille Louis Bourdon de l'Industrie nationale (1987).
- Prix Ivan Peychès de l'Académie des sciences (1987).
- Fellow de l’American Ceramic Society  et George W. Morey Award de l'American Ceramic Society (1989).
- Grand Prix Innovation et Défense (1997).
- Membre de l'Academia Europaea (1998).
- Grand prix Pierre-Süe de la Société française de chimie (2000).
- Doctorat honoris causa de l'université de Pardubice, République tchèque (2000).
- Membre de l’Académie des sciences[1].
- Chevalier de la Légion d’honneur.